# Улица Генерала Белобородова
У́лица Генера́ла Белоборо́дова (название утверждено в 1995 году) — улица в Северо-Западном административном округе города Москвы на территории района Митино. Пролегает между Дубравной улицей и Волоколамским шоссе. Нумерация домов начинается от Дубравной улицы.

## Происхождение названия
Улица названа в честь А. П. Белобородова, советского военачальника, дважды Героя Советского Союза, командующего 43-й армией.

## Здания и сооружения
| По нечётной стороне: - № 7/2 — 9-этажный монолитный жилой дом; Студия красоты - № 9, корп. 1 — Центр развития ребёнка — д/с № 2381 «Лукоморье» - № 9,11 — торгово-развлекательный центр «Ананас» - № 11 — доп. офис № 1569/01734 Сбербанка России - № 13 — монолитный жилой дом - № 15 — 9-этажный монолитный жилой дом - № 17 — супермаркет «Билла» - № 19 — 9-этажный монолитный жилой дом - № 19, корп. 1 — магазины - № 21 — 9-этажный монолитный жилой дом - № 23 — стоматологическая клиника «Мастердент» - № 23, корп. 1 — Центр развития ребёнка — д/с № 2395 «Умка» - № 27 — 9-этажный монолитный жилой дом - № 29 — ДЮСШ № 104, бассейн «Жемчужина» - № 35/2 — жилой дом - № 37 — Мосгорсуд: судебные участки № 173, 175, 176 | По чётной стороне: - № 12 — 17-этажный жилой панельный дом серии П-3; Стоматология - № 12, корп. 1 — инженерная служба ГУ; диспетчерская; салон красоты; аптека сети «03»; дом быта; продуктовый магазин - № 14, корп. 1 — продуктовый магазин «Перекрёсток» - № 14, корп. 2 — досугово-спортивный центр «Фортуна» - № 14, корп. 4 — д/с № 2338 - № 16 — 17-этажный панельный жилой дом серии П-44. - № 16, корп. 1 — ресторан «Корона», салон красоты «Ваш стиль» - № 16, корп. 2 — 17-этажный панельный жилой дом серии П-44 - № 18 — 17-этажный панельный жилой дом серии П-3 - № 20 — 17-этажный панельный жилой дом серии П-3 - № 20, корп. 1 — 17-этажный панельный жилой дом серии П-44 - № 22 — школа № 1564 - № 22, стр. 2 — «Сервис-быт» - № 24 — жилой дом - № 26 — «Мой магазин» - № 28 — архив кадровой документации СЗАО, панельный жилой дом серии П-46. - № 30 — библиотека № 34 ЦБС СЗАО № 1 - № 32 — панельный жилой дом серии П-46 - № 34 — магазин «Нельсон и К» - № 40 — АЗС «Альфа-Петрол» - № 42 — автотехцентр - № 46 — здания строительного рынка «Пенягино» |

## Транспорт
- Станции метро:
  - «Митино» — в 700 метрах от начала улицы
- Остановочные пункты Рижского направления МЖД и Московских центральных диаметров (D2):
  - «Пенягино» — в 300 метрах от конца улицы
- Автобусы: 32, 240, 267, 356, 451, 852, 930, 1095, с3 (от начала улицы до пересечения с Волоцким переулком), с11
- Маршрутное такси: 492, 876К, 878К, 1109